# Zouzou (film, 1934)
Pour les articles homonymes, voir Zouzou.
Pour plus de détails, voir Fiche technique et Distribution.
Zouzou est un film français de Marc Allégret sorti en 1934.

## Synopsis
Deux orphelins, Zouzou (une métisse) et Jean, grandissent dans le cirque Romarin. Le directeur les élève comme ses enfants et les présente en phénomène de foire, disant qu'ils sont jumeaux. Zouzou est une petite fille pleine de rêves. Elle se voit en vedette et s'amuse à se maquiller et s'habiller comme les artistes qui l'entourent. Bien qu'élevée comme sa sœur, Zouzou est devenue au fil de son adolescence amoureuse de Jean. Lorsque celui-ci revient de son année de service militaire effectué dans la marine, il apprend que la famille va quitter Toulon pour monter à Paris. Zouzou espère pouvoir y réaliser tous ses rêves.

## Fiche technique
- Titre français : Zouzou
- Réalisation : Marc Allégret
- Scénario : Pépito G. Abatino, d'après son roman éponyme
- Direction artistique : Pepito G. Abatino
- Adaptation : Carlo Rim
- Dialogue : Carlo Rim, Albert Willemetz
- Décors : Lazare Meerson, Alexandre Trauner
- Costumes :Lou Bonin-Tchimoukow / Pascaud Zanel
- Photographie : Michel Kelber
- Son : Antoine Archimbaud
- Montage : Denise Batcheff
- Musique : Vincent Scotto, Georges Van Parys, Alain Romans
- Paroles : Géo Koger, Roger Bernstein, Émile Audiffred
- Direction musicale : Louis Wins
- Chorégraphie : Floyd du Pont
- Administrateur : Joseph Macaluso
- Régisseur : Pelosoff
- Production : Arys Nissotti
- Sociétés de production : Ciné-Arys Productions, Les Films H. Roussillon
- Distribution : Les Films Corona (France)
- Tournage : Studios Pathé-Nathan de Joinville
- Pays d’origine :  France
- Langue originale : français
- Format : Noir et blanc — 35 mm — 1,33:1
- Son : Monophonique (RCA High Fidelity Recording)
- Genre : Comédie dramatique
- Durée : 85 minutes
- Date de sortie : France : 21 décembre 1934

## Chansons du film
- Paroles : Roger Bernstein, Géo Koger
- Chansons : 
  - Ah ! viens Fifine et La Java des Marsiallo, chantées par Jean Gabin
  - « C'est lui » (Pour moi, il n'y a qu'un homme dans Paris) et « Haiti », chantées par Joséphine Baker

## Autour du film
- Il semble que ce film soit l'unique apparition à l'écran d'Irène Ascoua.
- Hector Dalberg fut l'un des assistants auxiliaires du chorégraphe Floyd du Pont lors de la scène finale.